# Finlandia Trophy de 2015
Finlandia Trophy de 2015 foi a vigésima edição do Finlandia Trophy, um evento anual de patinação artística no gelo organizado pela Associação Finlandesa de Patinação Artística (em finlandês:  Suomen Taitoluisteluliitto ry), e que fez parte do Challenger Series de 2015–16. A competição foi disputada entre os dias 8 de outubro e 11 de outubro, na cidade de Espoo, Finlândia.

## Eventos
- Individual masculino
- Individual feminino
- Dança no gelo
- Patinação sincronizada

## Medalhistas
| Evento                          | Ouro                                  | Prata                                     | Bronze                                                   |
| Sênior (Challenger Series)      |                                       |                                           |                                                          |
| Individual masculino detalhes   | Konstantin Menshov · Rússia           | Adam Rippon · Estados Unidos              | Sergei Voronov · Rússia                                  |
| Individual feminino detalhes    | Rika Hongo · Japão                    | Yulia Lipnitskaya · Rússia                | Joshi Helgesson · Suécia                                 |
| Dança no gelo detalhes          | Kaitlyn Weaver · Andrew Poje · Canadá | Isabella Tobias · Ilia Tkachenko · Israel | Laurence Fournier Beaudry · Nikolaj Sørensen · Dinamarca |
| Outros eventos                  |                                       |                                           |                                                          |
| Patinação sincronizada detalhes | Rockettes · Finlândia                 | Team Paradise · Rússia                    | Marigold IceUnity · Finlândia                            |

## Resultados

### Individual masculino
| Pos.              | Nome                       | Nacionalidade    | Pontos | PC         | PL          |
| ----------------- | -------------------------- | ---------------- | ------ | ---------- | ----------- |
| Medalha de ouro   | Konstantin Menshov         | Rússia           | 230.10 | 76.71 (2)  | 153.39 (2)  |
| Medalha de prata  | Adam Rippon                | Estados Unidos   | 224.18 | 69.29 (3)  | 154.89 (1)  |
| Medalha de bronze | Sergei Voronov             | Rússia           | 213.34 | 79.06 (1)  | 134.28 (7)  |
| 4                 | Timothy Dolensky           | Estados Unidos   | 210.55 | 66.52 (6)  | 144.03 (3)  |
| 5                 | Michal Březina             | República Tcheca | 205.06 | 67.48 (5)  | 137.58 (4)  |
| 6                 | Ryuju Hino                 | Japão            | 203.42 | 67.55 (4)  | 135.87 (6)  |
| 7                 | Liam Firus                 | Canadá           | 200.27 | 64.10 (9)  | 136.17 (5)  |
| 8                 | Alexander Majorov          | Suécia           | 198.72 | 64.59 (8)  | 134.13 (8)  |
| 9                 | Michael Christian Martinez | Filipinas        | 190.57 | 65.18 (7)  | 125.36 (9)  |
| 10                | Lee June-hyoung            | Coreia do Sul    | 172.97 | 57.07 (11) | 115.90 (10) |
| 11                | Matthias Versluis          | Finlândia        | 163.02 | 60.32 (10) | 102.70 (11) |
| 12                | Valtter Virtanen           | Finlândia        | 154.60 | 52.82 (14) | 101.78 (12) |
| 13                | Roman Galay                | Finlândia        | 140.98 | 47.55 (15) | 93.43 (13)  |
| 14                | Viktor Zubik               | Finlândia        | 139.75 | 53.62 (13) | 86.13 (14)  |
| 15                | Alexander Bjelde           | Alemanha         | 134.70 | 53.71 (12) | 80.99 (15)  |
| 16                | Graham Newberry            | Reino Unido      | —      | 42.26 (16) | — (WD)      |
| 17                | Iassen Petkov              | Bulgária         | —      | — (WD)     |             |

### Individual feminino
| Pos.              | Nome              | Nacionalidade    | Pontos | PC         | PL         |
| ----------------- | ----------------- | ---------------- | ------ | ---------- | ---------- |
| Medalha de ouro   | Rika Hongo        | Japão            | 187.45 | 65.75 (1)  | 121.70 (1) |
| Medalha de prata  | Yulia Lipnitskaya | Rússia           | 172.33 | 62.81 (2)  | 109.52 (2) |
| Medalha de bronze | Joshi Helgesson   | Suécia           | 164.28 | 56.69 (3)  | 107.59 (4) |
| 4                 | Park So-youn      | Coreia do Sul    | 159.93 | 51.51 (6)  | 108.42 (3) |
| 5                 | Viveca Lindfors   | Finlândia        | 151.12 | 51.14 (7)  | 99.98 (5)  |
| 6                 | Hannah Miller     | Estados Unidos   | 150.13 | 54.49 (4)  | 95.64 (6)  |
| 7                 | Lutricia Bock     | Alemanha         | 140.39 | 53.45 (5)  | 86.94 (11) |
| 8                 | Anne Line Gjersem | Noruega          | 134.29 | 46.69 (9)  | 87.60 (10) |
| 9                 | Tanja Odermatt    | Suíça            | 133.65 | 44.48 (12) | 89.17 (9)  |
| 10                | Emmi Peltonen     | Finlândia        | 131.24 | 39.60 (13) | 91.64 (7)  |
| 11                | Anni Järvenpää    | Finlândia        | 130.34 | 46.56 (10) | 83.78 (12) |
| 12                | Juulia Turkkila   | Finlândia        | 128.67 | 47.05 (8)  | 81.62 (14) |
| 13                | Camilla Gjersem   | Noruega          | 128.05 | 45.92 (11) | 82.13 (13) |
| 14                | Eliška Březinová  | República Tcheca | 126.59 | 37.03 (16) | 89.56 (8)  |
| 15                | Kristen Spours    | Reino Unido      | 116.62 | 37.53 (15) | 79.09 (15) |
| 16                | Ilaria Nogaro     | Itália           | 105.47 | 38.25 (14) | 67.32 (16) |

### Dança no gelo
| Pos.              | Nome                                         | Nacionalidade    | Pontos | DC         | DL         |
| ----------------- | -------------------------------------------- | ---------------- | ------ | ---------- | ---------- |
| Medalha de ouro   | Kaitlyn Weaver / Andrew Poje                 | Canadá           | 161.67 | 65.13 (1)  | 96.54 (1)  |
| Medalha de prata  | Isabella Tobias / Ilia Tkachenko             | Israel           | 150.89 | 60.04 (2)  | 90.85 (3)  |
| Medalha de bronze | Laurence Fournier Beaudry / Nikolaj Sørensen | Dinamarca        | 147.65 | 56.79 (3)  | 90.86 (2)  |
| 4                 | Kaitlin Hawayek / Jean-Luc Baker             | Estados Unidos   | 132.86 | 55.60 (4)  | 77.26 (7)  |
| 5                 | Cecilia Törn / Jussiville Partanen           | Finlândia        | 131.08 | 49.54 (5)  | 81.54 (4)  |
| 6                 | Cortney Mansour / Michal Češka               | República Tcheca | 127.31 | 48.03 (7)  | 79.28 (6)  |
| 7                 | Brianna Delmaestro / Timothy Lum             | Canadá           | 127.12 | 47.58 (9)  | 79.54 (5)  |
| 8                 | Olesia Karmi / Max Lindholm                  | Finlândia        | 117.75 | 48.78 (6)  | 68.97 (8)  |
| 9                 | Barbora Silná / Juri Kurakin                 | Áustria          | 114.55 | 47.70 (8)  | 66.85 (9)  |
| 10                | Carter Marie Jones / Richard Sharpe          | Reino Unido      | 111.48 | 45.61 (10) | 65.87 (10) |
| 11                | Jennifer Urban / Sevan Lerche                | Alemanha         | 97.47  | 41.27 (11) | 56.20 (11) |

### Patinação sincronizada
| Pos.              | Equipe            | Nacionalidade | Pontos | PC        |
| ----------------- | ----------------- | ------------- | ------ | --------- |
| Medalha de ouro   | Rockettes         | Finlândia     | 68.93  | 68.93 (1) |
| Medalha de prata  | Team Paradise     | Rússia        | 65.97  | 65.97 (2) |
| Medalha de bronze | Marigold Iceunity | Finlândia     | 64.34  | 64.34 (3) |
| 4                 | Team Unique       | Finlândia     | 57.12  | 57.12 (4) |
| 5                 | Revolutions       | Finlândia     | 55.46  | 55.46 (5) |

## Quadro de medalhas
Challenger Series
| Ordem | País           | Medalha de ouro | Medalha de prata | Medalha de bronze |   | Ordem por total |
| ----- | -------------- | --------------- | ---------------- | ----------------- | - | --------------- |
| 1     | Rússia         | 1               | 1                | 1                 | 3 | 1               |
| 2     | Canadá         | 1               |                  |                   | 1 | 2               |
| 2     | Japão          | 1               |                  |                   | 1 | 2               |
| 4     | Estados Unidos |                 | 1                |                   | 1 | 2               |
| 4     | Israel         |                 | 1                |                   | 1 | 2               |
| 6     | Dinamarca      |                 |                  | 1                 | 1 | 2               |
| 6     | Suécia         |                 |                  | 1                 | 1 | 2               |
| TOTAL | TOTAL          | 3               | 3                | 3                 | 9 | —               |

Geral
| Ordem | País           | Medalha de ouro | Medalha de prata | Medalha de bronze |    | Ordem por total |
| ----- | -------------- | --------------- | ---------------- | ----------------- | -- | --------------- |
| 1     | Rússia         | 1               | 2                | 1                 | 4  | 1               |
| 2     | Finlândia      | 1               |                  | 1                 | 2  | 2               |
| 3     | Canadá         | 1               |                  |                   | 1  | 3               |
| 3     | Japão          | 1               |                  |                   | 1  | 3               |
| 5     | Estados Unidos |                 | 1                |                   | 1  | 3               |
| 5     | Israel         |                 | 1                |                   | 1  | 3               |
| 7     | Dinamarca      |                 |                  | 1                 | 1  | 3               |
| 7     | Suécia         |                 |                  | 1                 | 1  | 3               |
| TOTAL | TOTAL          | 4               | 4                | 4                 | 12 | —               |